# SK Spartak Hulín
Sportovní klub Spartak Hulín w skrócie SK Spartak Hulín – czeski klub piłkarski, grający w IV lidze czeskiej, mający siedzibę w mieście Hulín.

## Historia
Klub został założony w 1932 roku. W latach 1942–1944 występował w rozgrywkach Morawsko-śląskiej Dywizji, będącej wówczas drugim poziomem rozgrywkowym Protektoratu Czech i Moraw. W 1952 i w sezonie 1991/1992 grał w trzeciej lidze czechosłowackiej. W sezonie 2009/2010 awansował do Moravskoslezskej fotbalovej ligi.

## Historyczne nazwy
- 1932 – SK Sparta Hulín (Sportovní klub Sparta Hulín)
- 1939 – DSK Hulín (Dělnický sportovní klub Hulín)
- 1941 – SK Hulín (Sportovní klub Hulín)
- 1947 – SK Pilana Hulín (Sportovní klub Pilana Hulín)
- 1948 – JTO Sokol Hulín (Jednotná tělovýchovná organisace Sokol Hulín)
- 1951 – ZSJ ZPS Hulín (Závodní sokolská jednota Závody přesného strojírenství Hulín)
- 1953 – DSO Spartak Hulín (Dobrovolná sportovní organisace Spartak Hulín)
- 1956 – TJ Spartak Hulín (Tělovýchovná jednota Spartak Hulín)
- 1994 – fuzja z VTJ Kroměříž, w wyniku której powstał SK VTJ Spartak Hulín (Sportovní klub Vojenská tělovýchovná jednota Spartak Hulín)
- 2003 – SK Spartak Hulín (Sportovní klub Spartak Hulín)

## Stadion
Domowe mecze klub rozgrywa na stadionie o nazwie Sportovní areál města Hulín, położonym w mieście Hulín. Stadion może pomieścić 4000 widzów.